# Bowdichia
Genre
Classification phylogénétique
Synonymes
- Bowdichea[2]

Bowdichia est un genre de plantes à fleurs dicotylédones de la famille des Fabaceae (Légumineuses), sous-famille des Faboideae, originaire d'Amérique du Sud, qui comprend deux espèces acceptées.

## Étymologie
Le nom générique, « Bowdichia », est un hommage à Thomas Edward Bowdich (1791–1824),  botaniste britannique  et collecteur de plantes en Afrique tropicale avec sa femme Sarah Bowdich (1791–1856).

## Liste des espèces
Selon The Plant List (17 décembre 2018) :
- Bowdichia nitida Benth.
- Bowdichia virgilioides Kunth